# Richard Arlen
Richard Arlen właś. Cornelius Richard Van Mattimore (ur. w Charlottesville, zm. 28 marca 1976 w Los Angeles) – amerykański aktor głównie filmowy.

## Wybrana filmografia
- 1927: Skrzydła – David Armstrong
- 1929: U wrót śmierci - Bob Morgan
- 1930: Dangerous Paradise
- 1932: Wyspa doktora Moreau – Edward Parker
- 1933: Alicja w Krainie Czarów – Kot z Cheshire